# كايتلين كريستيان
كايتلين كريستيان (بالإنجليزية: Kaitlyn Christian)‏ هي لاعب كرة مضرب أمريكية، ولدت في 13 يناير 1992 في أورانج في الولايات المتحدة.

## وصلات خارجية
- كايتلين كريستيان على موقع رابطة محترفات التنس (الإنجليزية)
- كايتلين كريستيان على موقع الاتحاد الدولي لكرة المضرب (الإنجليزية)
- كايتلين كريستيان على موقع خلاصة التنس.كوم (الإنجليزية)
- كايتلين كريستيان على موقع إي إس بي إن.كوم (الإنجليزية)
- كايتلين كريستيان على موقع IMDb (الإنجليزية)